# I huset
I huset är ett den svenska reggaegruppen Helt Off's andra studioalbum, utgivet 2006.

## Spår
1. Välvalda ord (5.32)
2. Säg som det e (5.36)
3. Jobba (4.11)
4. Vill ha det (5.11)
5. Tvåsam (3.38)
6. Det brinner i Paris (4.55)
7. Ont om pengar (5.54)
8. K.O. (4.09)
9. Lönsam (5.02)